# Шамхал (станция)
Шамха́л — железнодорожная станция Северо-Кавказской железной дороги в Дагестане.
Располагается на линии Гудермес — Махачкала II - Порт, в посёлке Шамхал.

## Дальнее следование по станции
| Круглогодичное обращение поездов | Круглогодичное обращение поездов | Круглогодичное обращение поездов | Круглогодичное обращение поездов |
| № поезда                         | Маршрут движения                 | № поезда                         | Маршрут движения                 |
| -------------------------------- | -------------------------------- | -------------------------------- | -------------------------------- |
| 85                               | Махачкала — Москва               | 86                               | Москва — Махачкала               |
| 135                              | Махачкала — Санкт-Петербург      | 136                              | -                                |
| 391                              | Баку — Ростов-на-Дону            | 392                              | Ростов-на-Дону — Баку            |